# Тадзіма Ясуко
Тадзіма Ясуко (8 травня 1981) — японська плавчиня.
Призерка Олімпійських Ігор 2000 року.
Призерка Чемпіонату світу з водних видів спорту 1998 року.
Призерка Пантихоокеанського чемпіонату з плавання 1999 року.